# Онизука (лунный кратер)
Кратер Онизука (лат. Onizuka) — крупный ударный кратер в южном полушарии обратной стороны Луны. Название присвоено в честь американского астронавта, члена экипажа погибшего в катастрофе космического корабля «Челленджер», Эллисона Онидзуки (1946—1986) и утверждено Международным астрономическим союзом в 1988 г. 

## Описание кратера

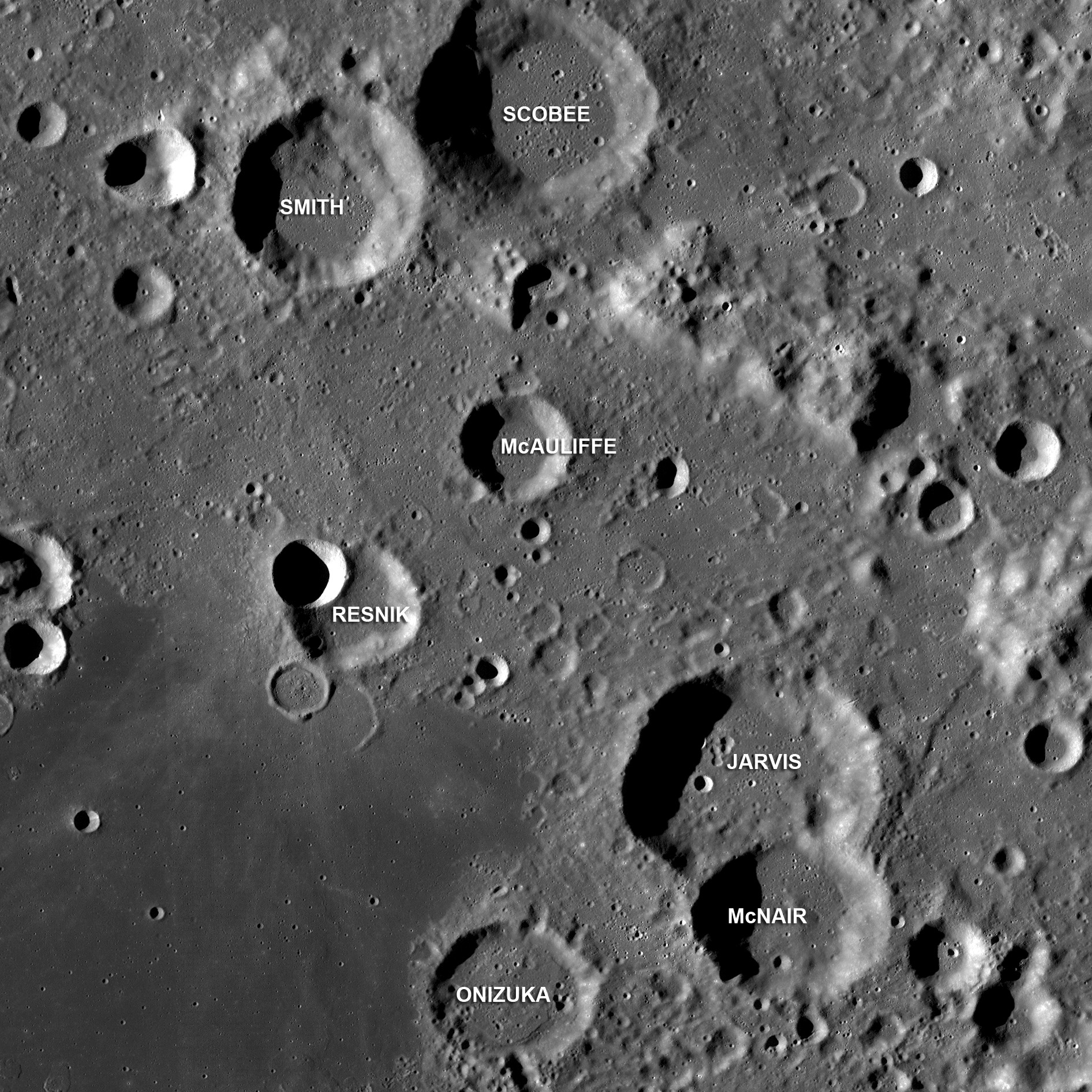
Окрестности кратера Онизука. Снимок зонда Lunar Reconnaissance Orbiter.

Кратер Онизука расположен в центральной части кратера Аполлон. Другими ближайшими соседями кратера являются кратер Резник на севере-северо-востоке; кратер Мак-Олифф на севере; кратер Ярвис на северо-востоке; кратер Мак-Найр на востоке-северо-востоке; кратер Борман на юге-юго-востоке и кратер Чаффи на западе-юго-западе. Селенографические координаты центра кратера 36°23′ ю. ш. 149°47′ з. д. / 36,38° ю. ш. 149,79° з. д., диаметр 26,9 км, глубина 2 км.
Кратер Онизука имеет близкую к циркулярной форму и умеренно разрушен. Западная часть кратера граничит с областью затопленной темной базальтовой лавой в центре чаши кратера Аполлон. Вал несколько сглажен, северо-восточная часть вала спрямлена, северная и южная части вала рассечены широкими долинами образованными короткими цепочками кратеров. Внутренний склон вала гладкий, местами у подножия склона находятся осыпи пород. Высота вала над окружающей местностью достигает 900 м, объем кратера составляет приблизительно 570 км³. Дно чаши сравнительно ровное, испещрено множеством мелких кратеров.

## Сателлитные кратеры
Отсутствуют.